# Spike (Buffyverso)
Spike es un personaje de las series de televisión Buffy la cazavampiros y Ángel. Spike es un vampiro que hace su aparición en la segunda temporada de esta serie. Interviene en un único capítulo de la tercera temporada, y vuelve a retomar protagonismo en las temporadas cuarta, quinta, sexta y séptima de la serie y finalmente aparecer en la última temporada de Ángel. 

## Descripción
Nacido William Pratt fue un famoso vampiro y ampliamente temido y bien conocido entre los seres humanos y demonios por haber enfrentado y asesinado a dos cazadoras a través de su no-vida y por su historia de torturar a sus víctimas con clavos de ferrocarril (que es lo que se rumorea de donde proviene el apodo de "Spike" ). 
En su vida humana, William fue un poeta romántico de poco éxito y poco apreciado conocido como William el Sanguinario, por su poesía "sanguinariamente mala", aunque después se convirtió en un vampiro, y demostró que era exageradamente violento. Después de haber sido engendrado por Drusilla, viajó con ella y sus creadores aterrorizado a Europa junto a Drusilla, Ángel y Darla a lo largo de los siglos 19 y 20. Está interpretado por James Marsters.

## Historia del Personaje

### Historia Temprana
La historia de Spike antes de que apareciera en Sunnydale se nos muestra a través de flashbacks en numerosos episodios tanto en Buffy, Cazavampiros como en Ángel. Pero no están presentados en orden cronológico. El primer flashback ocurre en la Quinta Temporada de Buffy, en "Ansías de Amor", y revela que William fue de hecho un noble inútil que vivía en Londres, Inglaterra, con su madre Anne. 
En 1880, William luchaba por ser un poeta, normalmente siendo burlado por sus compañeros, a quien llamaban a escondidas "William el Sanguinario", porque su poesía era "sanguinariamente mala". Los verdaderos orígenes de su apodo no fueron revelados hasta tres años después, después de que fuera mencionado por primera vez en la Segunda Temporada, cuando se pensaba que era puramente por connotaciones violentas. William mostraba una fuerte capacidad de lealtad y de amor devoto, que lo siguió después de ser convertido. Después de que sus propuestas románticas fueran rechazadas por la aristócrata Cecily, un William abatido, mientras caminaba por las calles, se encuentra con Drusilla. Ella lo consuela y luego le muerde, transformándolo en un vampiro. Mientras que en el universo de Buffy se nos muestra a los vampiros transformados matando a sus familias una vez que fueran malvados, Spike fue una notable excepción. Habiendo estado siempre muy cerca de su madre, la convirtió en un vampiro para que no muriera de tuberculosis. Desafortunadamente, su madre, como vampira, se burla de él y le insinúa que William siempre había tenido una fascinación sexual con ella. Fue forzado a estacarla ya que no soportaba ver a su madre de esa forma (los vampiros al transformarse pierden su alma y un demonio toma su lugar, perdiendo toda naturaleza benigna, moral o buenas intenciones).
Después de estacar a su madre, William empieza una nueva vida con Drusilla, a quien le ofrecía total devoción. Eufórico con sus nuevas habilidades vampíricas (y como un escape a lo sucedido con su madre), se volvió un rebelde, que no se detenía por nada aun cuando se tratabade situaciones que lo ponían en peligro a él y su grupo o lo hacían enemigo de seres más poderosos. Tomó el nombre de guerra Spike basado en su hábito de torturar a la gente con clavos de las vías del tren, quizás como resultado de uno de los insultos de sus compañeros sobre su poesía. En compañía de Drusilla, Angelus (luego conocido como Ángel), y Darla, Spike aterrorizó Europa y Asia por casi dos décadas. Tenía una relación tensa con el enamorado de Drusilla, Angelus, que continuó una relación sexual con ella a pesar de la fuerte desaprobación de Spike. Aunque Angelus difrutaba la compañía de otros vampiros masculinos en sus viaje, vio que la impaciencia de Spike por las batallas era un riesgo innecesario. Angelus consideraba el matar como un arte, no como un deporte, y matar por el simple hecho de ser malo. Spike lo hacía para divertirse y para probarse contraseres más fuertes, a quienes en muchas ocasiones derrotó por su capacidad de abandonar todo apego a su seguridad en la batalla.
En 1894, Spike y Angelus desarrollaron una rivalidad con el enigmático Inmortal, a quien envío luego a Spike a prisión por evasión de impuesos. En 1900, Spike mató a una Cazadora en China durante la Rebelión de los Bóxers ganando una cicactriz en su ceja gracias a la espada de la guerrera, en 1912 mató a otra cazadora en Copenhague, Dinamarca, el 7 de septiembre, se llamaba Sophie y su vigilante Yanna, estos datos no salen en la serie pues es de un libro llamado: Spike & Dru (Bonitas doncellas, todas en fila) y en 1943, fue capturado por nazis para experimentos y lo llevaron a un submarino, donde se encontró brevemente con Ángel. Por el año 1950, Spike se reunió con Drusilla y viajaron a Italia. En ese punto, Spike también se volvió rival del famoso vampiro Drácula. El origen de esa rivalidad es desconocida, pero aparentemente incluía el hecho de que Dracula le debía a Spike diez libras desde el siglo XIX. Spike fue a Woodstock, y más tarde luchó y mató a la Cazadora Nikki Wood en un metro en Nueva York en 1977, quitándole la chaqueta de cuero que lleva en casi todas sus apariciones de Buffy y Ángel, hasta que fue destruida en una explosión en la quinta temporada de Ángel. Es en esta década que comienza a lucir lo que junto a su abrigo sería uno de sus rasgos característicos: su cabello rubio claro.

### Sunnydale
Spike llega por primera vez a Sunnydale en la segunda temporada de Buffy, Cazavampiros, en el episodio "Terror en el Instituto", acompañado por Drusilla. A través de la Segunda Temporada, Spike y Drusilla muestran por primera vez en Buffy Cazavampiros que los vampiros pueden tener cariño unos con otros, pudiendo desarrollar la humanidad en las relaciones vampíricas. Spike fue creado al principio como un villano desechable que iba a ser asesinado. Sin embargo, se volvió tan popular entre sus fanes, que Joss Whedon decidió que simplemente fuera herido, en el episodio "¿Qué es lo Mío? Segunda Parte". 
Spike y Drusilla son los mayores enemigos de Buffy en la segunda temporada. Llegan poco después de que Drusilla fuera seriamente debilitada por una multitud furiosa en Praga. Spike cuida devotamente a Drusilla en su condición de enferma, e inicialmente piensa que la energía de la Boca del Infierno pueda restaurar su energía. Se reúne con Ángel, pero se disgusta al enterarse de que tiene alma, y que está enamorado de la Cazadora actual, Buffy Summers; aunque sus intentos por sanar a Drusilla son exitosos, en proceso se enfrenta a Buffy y pierde la movilidad de la parte inferior de su cuerpo. Cuando Ángel pierde su alma y se alía nuevamente con Spike y Dru, la inicial celebración de Spike pronto se vuelve con resentimiento cuando Ángel empieza a perseguir a Drusilla como pareja y se burla de él por su invalidez. Spike decide aliarse con Buffy en contra de Angelus, y le explica a Buffy que, aparte de querer que Drusilla vuelve, también quiere "salvar el mundo" cuando en realidad su justificación de unírsele era que si Angelus destruía el mundo no habría más apuestas carreras de caballo ni partidos de fútbol del Manchester United del cual es un gran fanático, es por ello que en el apogeo de la batalla entre Buffy y Angelus, Spike revela públicamente que ha recuperado la movilidad y abandona a ambos en una pelea para huir con Drusilla.
Spike reaparece en el episodio de la Tercera Temporada "El Paseo de los Amantes", en un estado de depresión después de que Drusilla lo abandonara por un demonio del Caos. Después de jugar con la idea de usar un hechizo de amor, se da cuenta de que Drusilla lo dejó porque estaba volviéndose blando, y resuelve recuperarla de nuevo simplemente torturándola hasta que quiera volver con él de nuevo. También le dice a Buffy y Ángel que no importa lo que pase, nunca serán amigos por el amor que se tienen el uno al otro. Éste es un presagio del papel que tendrá más tarde Spike como el único que ve la verdad del grupo. 
Spike regresa solo a Sunnydale en la Cuarta Temporada, en el episodio "La Hiriente Luz del Día", brevemente saliendo con Harmomy Kendall, una amiga y excompañera de secundaria de Cordelia Chase que ha transformado en vampiresa. Después de que la Iniciativa le implantara un microchip que evitaba que pudiera hacer daño a humanos, Spike regresa junto con el grupo en busca de protección. Esta inhabilidad para morder es cómicamente comparada con la impotencia, para constante humillación de Spike, posteriormente descubre que el chip solo sirve en humanos y no se activa al pelear contra otros seres por lo que comienza a colaborar más activamente como apoyo de Buffy en busca del placer de la batalla. A partir de ese momento, Spike se vuelve un personaje constante en Buffy y no-oficialmente un miembro del grupo, ocasionalmente ayudándole simplemente por dinero, pero sin tener ningún reparo en traicionarlos por enemigos como Faith y Adam. En la Cuarta Temporada, Spike fue introducido como un antagonista al papel que tenía Cordelia en las anteriores temporada. 
En la Quinta Temporada, Spike se asusta por algunos sueños eróticos en los que descubre, para su horror, que se ha enamorado de Buffy. Se vuelve un participante más activo dentro del grupo, ayudando de vez en cuando a Buffy, lo quiera ella o no, y trabando amistad con Dawn y Joyce Summers, a quien él mismo reconocería en su funeral que sufría por su muerte, ya que era la única persona que lo había apreciado y tratado como a una persona. Cuando Buffy lo rechaza en "Spike Enamorado", Spike intenta demostrar su amor secuestrándola para que vea como mata a Drusilla (finalmente no lo hace). Posteriormente y tras ser rechazado por Buffy y alejado por el grupo, Spike hace que Warren Mears le fabrique un robot sexual a semejanza de Buffy, que sería programada para amarle y obedecerle. Disgustada, particularmente después de ver hasta donde llega la obsesión de Spike, Buffy lo rechaza nuevamente. Sin embargo, su desdén por él se ablanda cuando descubre que, incluso estando bajo tortura, Spike se niega a revelar la identidad de "La Llave" (Dawn Summers) a Glory ya que quiere evitar que Buffy sufra a toda costa. Buffy, movida por su inesperada lealtad, lo besa, diciéndole que no olvidará lo que ha hecho. En los días y horas previos a la lucha final con Glory, Spike lucha al lado de Buffy, afianzando más su confianza. Después que Buffy muriera en esa lucha, Spike honra su memoria siendo leal al grupo, luchando a partir de ahora a su lado y haciendo el papel de niñera/figura paternal/protector de Dawn. 
Después de que Buffy fuera resucitada al inicio de la sexta temporada, se encuentra abatida y sin ánimos para vivir. Durante este tiempo, su relación con Spike es cada vez más profunda y puede hablar con él sobre cosas que siente y que no puede compartir con el resto del grupo, es por esto que es al único que revela que en realidad su resurrección no la salvó del infierno, sino que la arrancó del en el cielo que se había ganado como salvadora del mundo. Después que el hechizo de un demonio hace que el grupo exprese sus emociones cantando, Buffy canta "Quiero el fuego de vuelta", Buffy y Spike empiezan una relación meramente física que es consumada dos episodios más tarde. La relación es frecuentemente violenta, en la que Buffy es normalmente la que inicia tanto la violencia como el sexo entre ellos. Le dice que no tendrá dudas en matarlo si es capaz de contarle a alguien la relación que hay entre ellos. Los dos están insatisfechos con la relación: Buffy está avergonzada por sus deseos oscuros; mientras que Spike obsesivamente ansía el amor, la confianza y el afecto que ella no está dispuesta a darle. En el episodio "Tal como eras", Buffy le dice a Spike que lo está usando y termina con la relación. Creyendo que todavía una oportunidad con Buffy después de que sus reacciones de celos y dolor cuando tuvo un encuentro puramente sexual con Anya, Spike la arrincona e intenta violarla, después de que ella lo rechaza. Horrorizado por sus propias acciones, Spike justifica el remordimiento por sus actos como la influencia del chip y por ello se dirige a un área remota de África, donde busca un legendario demonio, con una magia suficientemente poderosa para remover el chip, tras una serie de pruebas demoníacas que supera dolorosamente, el demonio le asegura que podrá "volver a ser lo que era antes" usando así su magia en él, de este modo Spike consigue no lo que pedía, sino lo que deseaba, "la restauración", tener nuevamente un alma.
En la Séptima Temporada, un Spike ahora con alma tiene que arreglárselas con la culpa de sus acciones pasadas e intentar recuperar la confianza de Buffy. Cuando Buffy le pregunta por qué luchó por su alma, Spike explica que lo ha hecho en un esfuerzo por ser el tipo de hombre que ella se merece. Bajo la influencia de un hechizo hipnótico de El Primer Mal, Spike inconscientemente empieza a matar de nuevo. Después de descubrir lo que ha hecho, implora a Buffy que lo estaque, pero ella se niega y lo lleva a su casa, diciéndole que lo ha visto cambiar. Buffy protege y cuida a Spike a través de su aprisionamiento y su tortura a manos del Primero. Cuando el chip de Spike empieza a estropearse, causándole un dolor intenso e intentando matarlo, Buffy confía en él lo suficiente para decirle a la Iniciativa que se lo quiten. Cuando el hijo de Nikki Wood, Robin, intenta matarlo, inconscientemente libera a Spike de su hipnótico estado: la canción "Early One Morning", que la madre de Spike le cantaba mientras era humano. Esta canción evoca los recuerdos traumáticos de Spike sobre la actitud abusiva de su madre con él después de que fuera convertida. Después de todo esto, se da cuenta de que su madre siempre lo había querido, quedando así libre del control del Primero. 
Más tarde en la temporada, Spike y Buffy se acercan emocionalmente. Pasan dos noches juntos, una de las cuales Spike describe como la mejor noche de su vida, simplemente abrazándola. No está claro si llegaron a tener algo más la segunda noche. El creador Joss Whedon dijo en un comentario del DVD para el capítulo "La Elegida" que intencionalmente dejó que los espectadores decidieran cómo progresaba la relación, aunque Whedon había dicho anteriormente que personalmente sentía que reanudar una relación sexual hubiera sido un mensaje equivocado. En la batalla final dentro de la Boca del Infierno, Spike, llevando un amuleto místico, se sacrifica a sí mismo para destruir el Turok-Han y cerrar la Boca del Infierno. Se incinera lentamente sobre el proceso, pero no antes de que Buffy le diga "Te Amo", a lo que él replica: "No, no lo haces... pero gracias por decirlo". Incluso cuando se está quemando y se disuelve en polvo, Spike se ríe. Al morir por salvar el mundo, se vuelve un Campeón.

### Los Ángeles
A pesar de su aparente muerte al final de Buffy, Spike regresa en la quinta y última temporada de Ángel. Resucitado por el Amuleto en la firma de abogados Wolfram y Hart, durante los primeros siete episodios de la serie es un ser incorpóreo parecido a un fantasma. Aparte de luchar contra enemigos como Matthias Pavayne y la Cazadora psicótica Dana, Spike también quiere demostrarle a Ángel quien de los dos es el campeón del que habla la profecía. Spike se enfrenta a Ángel, y lo vence, pero la profecía sigue siendo ambigua. Manipulado por Lindsey McDonald, Spike se vuelve como una especie de rival para Ángel, pareciéndose al heroico Campeón Ángel que era en las temporadas primeras, antes de desilusionarse y se corrompido por la burocracia de Wolfram y Hart. 
Cuando Fred es asesinada por Illyria, Spike llora su muerte y decide unirse al equipo de Ángel en su honor. Ángel y Spike descubren que Buffy está saliendo ahora con El Inmortal, y viajan a Roma para encontrarla, pero no consiguen encontrarla. Durante los últimos episodios de Ángel, Spike es el primero en votar el plan de Ángel. Entonces pasa las que pueden ser sus últimas horas en la tierra volviendo a sus antiguas raíces como poeta frustrado. Después de una serie de sucesos, Spike se une a Ángel, Illyria y Charles Gunn en el callejón detrás del Hyperion mientras la serie llega a su fin, preparándose para provocar la ira apocalíptica.

### Después de la caída
Después de la caída se muestra a Spike e Illyria velando por un grupo de ciudadanos. Un civil como, Jeremy Johns, se convierte en la mano derecha de Spike, Illyria sigue transformándose de nuevo en Fred, y Spike se ve obligado a seguir dando la espalda a Illyria para protegerla. Spike le pregunta si puede tener los sentimientos de Fred, y el grupo de mujeres que tiene Spike está con Ángel: Después de la caída hacen su aparición cronológica en primer lugar.
El número se abre con Spike en reunión del dragón: mientras Spike considera la manera de matarlo, el dragón se comunica que Spike debe montarlo. Una vez juntos, el dragón lleva a Spike a Wolfram & Hart, donde se suspende una figura que Spike no reconoce en el interior de un campo de energía, retorciéndose de dolor. Mientras tanto, los civiles están a merced del grupo de las mujeres. Spike se encuentra con uno, se apodera de su camioneta, y encuentra a los rehenes, entonces trata de correr por su líder del grupo de demonios femeninos. Ella lanza a Fred delante de la camioneta, y Fred vuelve a ser Illyria en el impacto. Illyria y Spike empiezan a luchar cuerpo a cuerpo con la mujer demonio, pero su líder utiliza la vida de drenaje magia para convertir a los rehenes en zombis y llamó a Spike e Illyria. Spike despierta encadenado en una habitación oscura llena de zombis de los que fueron sus protegidos, y el líder demonio le dice que ella es la que lo mantenía con vida por sus conexiones.
Non, el jefe de los demonios femeninos, intenta negociar con Gunn (ahora vampiro) para regresar a Spike a él. Su poder se revela como el control de los seres humanos. Gunn le pega abajo y decide matar a Spike y todos los seres humanos con él. Sus intentos no consigue decapitar a Iliria, pero el hacha se rompe al contacto. Illyria se libera y comienza a matar a todos los demonios femeninos. No se prepara para matar al último rehén humano pero Connor aparece y la detiene.
Connor, Spike, Illyria y continúan su batalla con Non. En medio de la batalla, los intentos de controlar a Connor no funcionan y se da cuenta de que no es humano, y por eso no se puede alimentar de él. Después de descubrir que no es el demonio Sadecki el que controla su rebaño de hembras, Spike le dice a Illyria acabar con él. Durante su enfrentamiento con el demonio, que comienza de nuevo a volver entre Fred e Illyria, pero finalmente es capaz de reunir a sí misma y mata al demonio. Consciente de que su plan funcionó, Spike va mano y mano, con Non. Después de recibir una paliza de Spike, Non empieza a usar a Jeremy para ganar un poco de energía de vuelta. Illyria se da cuenta de esto y para salvar a Spike mata a Jeremy sin dudarlo, aunque no obstante, Spike se aprovecha de esto para matar a Non. Spike se convierte en Señor de Beverly Hills, y le dice a los otros señores que se fueran después enterrar el cuerpo de Jeremy. Más tarde, Spike y Connor se reúnen y comienzan su cruzada de salvar a los seres humanos que quedan en Los Ángeles.
En Ángel: Después de la caída, Spike se ha adaptado a la condición de nuevo en Los Ángeles como un infierno en la Tierra, él y Illyria ambos sirven juntos como los Señores Demonio de Beverly Hills, que vive en una lujosa mansión, mientras que parece que ambos han vuelto a ser malos, se puso de manifiesto durante la lucha de Ángel con Illyria que su posición es una fachada, Spike e Illyria en secreto rescatan a los seres humanos y a los demonios benevolentes y su evacuación al cuidado de Connor, Nina Ash y Gwen Raiden. A continuación, se dan la oportunidad de regresar al lado del mal como agentes dobles, pero como siempre se mantienen fiel al bien como lo están haciendo ayudando a Ángel para derrotar a los señores. Y participa, junto con los otros miembros de investigaciones Ángel, por Lorne con el fin de ayudar a luchar contra los Señores Demonio. Spike da concentraciones con el resto de la banda contra las maquinaciones de Gunn, quien es ahora un vampiro sin saberlo, trabajan bajo las visiones de los Socios Fundadores, y se esfuerza por controlar los poderes de Illyria inestables en su nuevo entorno. Illyria periódicamente vuelve a la forma y a la personalidad de Fred, y Spike trata de proteger a su amiga de cualquier daño. Durante el ataque de Gunn en el Hyperion, Spike pelea contra tres cazadoras esclavizadas Gunn, pero no puede derrotar a los tres a la vez y es estacado. Sin embargo, él vuelve debido a la manipulación de Illyria del tiempo. Después de que Gunn se las arregla para dar rienda suelta a la verdadera forma de Illyria matando los restos de la personalidad de Fred, un gravemente heridos, Ángel, ahora humano, Connor y Spike son los únicos miembros supervivientes del equipo. Después de que Illyria es derrotado y Connor asesinado por Gunn, Ángel comienza a matar a todos. Spike no hace nada, dejando que Ángel saque toda su frustracion de su sistema. Como Ángel se da cuenta de lo que hay que hacer para regresar a la Tierra, Wesley (ahora un fantasma) le pide a Spike velar por Iliria, que todavía tiene algo de Fred.

### Regreso a la tierra y reunión con los Scoobies
Con Los Ángeles restaurada a la Tierra, Spike se une a Investigaciones Ángel recientemente reabierta, a menudo en colaboración con Ángel y sus amigos, manteniendo un cierto grado de independencia. Mientras asistía al estreno del último Ángel en el infierno, una película sobre el tiempo de Los Ángeles en el infierno-expresó cierta diversión en el hecho de que su homólogo de la película era una mujer-lo que refleja que por lo menos estaba caliente después de ser temporalmente transformado en una versión de Ángel en una convención de cómics, como resultado de un hechizo, tratando de poner en práctica un plan para coordinar las "buenas" costumbres contra los "malos", pero que carecen de la mentalidad táctica de Ángel. Después de la desaparición de Ángel, durante el cual Connor se hizo cargo de Investigaciones Ángel, Spike pierde su pierna mientras luchaba junto a Gunn en un callejón (A pesar de que son capaces de restaurar la pierna con hechizos de curación distintas, y un suministro de sangre), sus pensamientos que revela que él todavía no le tiene confianza debido a sus acciones como vampiro. Al enterarse de que una organización está diciendo que Ángel ha comenzado a ayudar a proporcionar la inmortalidad a sus clientes, el primer tema que a una actriz que va a atacar a un programa de entrevistas. Spike sugiere seducir a la actriz para saber dónde está Ángel. Después de la traición de James al grupo, Spike intenta ponerse en contacto con escritores de cine para escribir una película sobre él con el fin de aumentar su imagen en comparación a la fama actual de Ángel. Sin embargo, su imagen sufre conmoción drástica cuando Liss un demonio devora almas llamodo por James había tratado de eliminar a Spike y a Ángel atacó Investigaciones Ángel, sólo para proclamar airadamente que Spike no tiene alma. 
Después de que Spike e Illyria logró someter a Liss, se refirió a la posibilidad de que en realidad puede ser sin alma, de nuevo con Ángel. A pesar de Spike admitió haber estado sintiendo "fuera de su juego" en los últimos tiempos, seguía firme en que él estaba en el lado de Amnistía Internacional. Aunque Ángel expresó su creencia de que Spike puede volverse loco otra vez como lo había hecho cuando estaba siendo atormentado por el primero, sin embargo, aceptó que Spike se quedara. Mientras que Ángel e Illyria buscaban al recientemente secuestrado Connor, Laura, una ex-vigilante se vuelve miembro de la nueva Investigaciones Ángel, intentó deducir qué había pasado con Spike, con el tiempo la conclusión de que había sido infectado por un parásito espiritual poco común durante su "fase fantasma" se alimentó "de su alma lo que posiblemente explique algunas de sus acciones recientemente moralmente ambiguas, tales como dormir con los vampiros. Como tal, Liss no ha registrado la presencia de su alma, ya que el parásito fue "corrompiéndola" que, posteriormente, Laura eliminó el parásito. A pesar de ser curado de la "gripe del alma", Spike sin embargo, decidió tomar una licencia para averiguar quién era en realidad, sin tratar de vencer a Ángel, al darse cuenta de que, incluso sin la "gripe del alma", que había estado tratando de compensar profecías acerca de sí mismo, simplemente para escapar de la sombra Ángel, con la comprensión completa de Ángel de la situación. 
Se trasladó a Las Vegas con Betta George y Beck, un pyrokinetico que rescató en el pasado, Spike aprendido sobre la presencia de Wolfram y Hart en la ciudad, pero sus intentos de mantener el "Equipo Spike" fueron obstaculizado en un enfrentamiento con Jeremy, ahora el enlace a los socios mayores de esta rama-y un vampiro llamado John, quien está involucrado con Drusilla, aunque aparentemente convencido de que Spike "robó" su alma-como resultado de Spike ser arrojado por una ventana del alto piso, que requieren a Groosalug y a su dragón para rescatar a él. Cuando John tomó como rehén a Beck, trató de extraer el alma de Spike con un ritual, pero Spike reveló que él todavía estaba bien, incluso sin el alma debido a los cambios que había experimentado en su tiempo con los Scoobies. Aunque una visita a Willow se ofreció a restaurar su alma a él, Spike, el razonamiento de que John mataría a Beck si él o Spike consiguia su alma Willow envió el alma a Drusilla en cambio, a pesar de que lo llevó de vuelta después de Drusilla mató a John porque él reconoce que no podía hacer frente a ella. Más tarde se reunió con Lilah Morgan-quien había regresado a la Tierra para evaluar la sucursal Las Vegas de Wolfram & Hart, posteriormente ejecutó a los empleados por su incapacidad para contratar o eliminar a Spike-quien reveló que la realidad estaba a punto de experimentar un trastorno y que los socios mayoritarios se estaban preparando para escapar. 
En algún momento, Spike se forma un equipo. Después de haber estado fuera de acción por un largo tiempo, Spike se encuentra en una tienda de café en Londres cuando se pone al día con el movimiento anti-cazadoras, y pro-vampiros del mundo, debido a Harmony Kendall. Spike es rápida de ponerse al día con los rumores de "Crepúsculo", el líder de una conspiración contra las cazadoras, y se apresura a asegurarse de que Crepúsculo es, de hecho, Ángel. Durante este tiempo, persigue y lleva reúne una teoría convincente de la profecía de Buffy y Ángel y luego busca a Buffy y sus amigos, llegando a la conclusión de las intenciones de "Crepúsculo", que aparece a la antigua pandilla de Scooby como que Ángel y el luchan contra una masa de demonios extradimensionales, afirmando que sólo él puede pensar que para evitar la crisis actual como la "evolución de la realidad" es frustrado por Buffy y Ángel rechazando sus papeles. 
Al reunirse nuevamente con Buffy, después de matar a los ubervamps en "Elegidos", y ella sabía que sabía que estaba todavía vivo todo el tiempo, sino que simplemente no pudo encontrar el tiempo para ponerse en contacto con él. Posteriormente, se explica la naturaleza de la profecía de la que ella es parte, y le informa que la semilla de las maravillas (la fuente de la magia en este mundo y el universo entero) actualmente reside en Sunnydale y tiene el poder para terminar con todo el caos de Crepúsculo. Aunque Buffy todavía tiene sentimientos sexuales por Spike, no permite sus avances. Juntos, ahondar en el corazón de la Boca del Infierno, donde se encuentran a la semilla y a su protector, que es el Maestro. Cuando regresa Ángel, ahora poseído por la entidad de Crepúsculo, él intenta matar a Spike, forzando a Spike a retirarse a su auto y recuperarse de la luz del sol. A partir de ahí, que ve como Willow-en plena conexión con la Tierra, a través de la semilla lleva una carga de energía contra los demonios militares y de nuevo, en la Boca del Infierno, y luego de repente desaparece la magia del mundo como resultado de que Buffy destruyó la semilla. Spike es testigo de que los demonios desaparecen en el cielo, e inmediatamente da la persecución a la que se escapó. 
Cuatro meses después de la batalla, Spike y los Scoobies se congregaron en San Francisco en el apartamento de Xander, donde discutieron qué hacer y adónde irían de aquí. Spike fue el único que apoyó enfáticamente la elección de Buffy para destruir la semilla.

## Caracterización

### Personalidad
Tras el implante de un chip en su cerebro que le impide hacer daño físico a los humanos, Spike se acostumbra y colabora con Buffy y sus amigos. Llega incluso a demostrar, en ocasiones, un fuerte sentido de honor y lealtad, dejando flores anónimas para mostrar su respeto por la muerte de Joyce Summers, aguantando la tortura a manos de Glory en vez de revelar la identidad de Dawn, y continuando la lucha junto a los protagonistas incluso después de la muerte de Buffy. Algunas de las acciones de Spike, buenas o malas, son motivadas por el amor, ya sea amor por Drusilla o por Buffy. Uno de los rasgos más notables de la personalidad de Spike es su ansía de violencia: en el episodio "Terror en el Instituto", le rompe el cuello a un rehén que piensa que es "demasiado viejo para comer", y se da cuenta de que se siente mejor después de eso. Después de un prolongado tiempo en el que no puede morder a humanos o herirlos, Spike está encantado al descubrir que sí puede luchar contra demonios, y felizmente acompaña al grupo a patrullar de vez en cuando, demostrando de que no le importa mucho contra lo que esté luchando, siempre y cuando pueda luchar. Incluso en el episodio "Negociación, Segunda Parte", cuando Spike es un protector y casi hermano para Dawn, al ver a los demonios destruyendo la ciudad Spike sonríe. Dawn le pregunta por qué, y él se encoge de hombros y responde: "Es que...parece divertido". 
Spike posee un sentido del humor negro y sarcástico, y le encanta vivir bajo sus propias reglas. Suele ser directo y ofensivo, incluso con aquellos pocos a los que no ve como antagonistas. Entre sus blancos favoritos se encuentra Ángel, Xander,  Giles y, por supuesto, Buffy. Joss Whedon creyó en el personaje, trayéndolo en el episodio "El Paseo de los Enamorados", para traer a Spike como un personaje regular ante su gran popularidad. Como James Marsters dijo, "Se supone que yo iba a ser el que estuviera al lado y dijera 'Buffy, eres idiota, y vamos a morir todos'". 
Spike se toma su problema con la luz solar como un inconveniente, no como una limitación. Conduce a la luz del día en vehículos con ventanas tintadas, y suele salir usando una manta para protegerse de la luz. También le gustan la comida y bebida humanas, como la cerveza, el whisky, chocolate caliente, las alitas picantes, a diferencia de los otros vampiros de la serie. Algunas veces añade ingredientes extra a su sangre, como Weetabix (unos cereales), y especias... Como muchos vampiros fuma constantemente (en este caso, cigarrillos mentolados).
Spike parece ser un fan de la cultura popular. Cuando estuvo cautivo por el grupo en la Cuarta Temporada en Buffy, su principal preocupación era perderse su serie favorita, "Pasiones". En el curso de la serie, habla sobre películas como Star Wars, Dawson's Creek, Charlie Brown, Cazafantasmas, The Nightmare Before Christmas... Además es fan de los Simsons o los Sex Pistols y hace referencias a importantes iconos de la cultura británica como los Beatles o el Manchester United; uno de los principales hechos que despertó el cariño y aprecio que tenía por Joyce Summers fue el fanatismo que ambos tenían por las teleseries de la tarde reuniéndose ambos en varias ocasiones para ver y comentarlas juntos.
En contraste con Ángel, la personalidad de Spike relativamente es la misma, tenga alma o no.
Gracias a su personalidad en una reciente encuesta, Spike ha sido votado como el vampiro número uno en la pantalla de todos los tiempos, superando a Ángel e incluso a Drácula.

### Apariencia
Spike tiene un look algo punk,  bastante similar al del músico británico Billy Idol. (En un episodio Buffy dice que fue Billy Idol el que le copió el estilo a Spike). Su pelo es rubio platino durante todo el tiempo que está en Buffy y en Ángel, aunque en flashbacks podemos ver su pelo castaño natural. La cicatriz de Marsters sobre su ceja izquierda, causada durante un atraco, también sirvió para la serie. En el capítulo de la Quinta Temporada "Ansías de amor", se revela a través de un flashback que Spike recibió esa cicatriz de la espada de la primera Cazadora que mató en 1900. 
Spike normalmente lleva ropa negra, especialmente abrigos largos de cuero, incluyendo una que tomó de un oficial nazi y otra que tomó como trofeo de Nikki Wood, la segunda Cazadora que mató. Llevó la chaqueta negra de la Cazadora durante 25 años. Cuando el abrigo fue destruido en una explosión por el Inmortal en Italia, Spike, con el corazón roto, dice que es irreemplazable. Sin embargo, Wolfram y Hart rápidamente le dio un armario totalmente nuevo, con abrigos idénticos a los que tenía, que él, felizmente, empieza a llevar. También suele pintarse las uñas de negro, especialmente en las primeras temporadas.

### Poderes y Habilidades
Spike tiene los poderes estándar y vulnerabilidades de los vampiros en el universo de Buffy, y tiene una gran habilidad en el manejo de armas, o simplemente, pelea con las manos. Por ejemplo, pudo derrotar a Illyria fácilmente durante una prueba de sus habilidades. Puede aguantar grandes cantidades de dolor por extensos periodos de tiempo, particularmente cuando está motivado. 
Spike a veces demuestra entendimiento y destrezas en la percepción y observación, especialmente con las relaciones y personalidades. Esta habilidad le permite blandir poderosas armas psicológicas tan fácilmente y efectivas como las físicas. Por ejemplo, cuando quiere crear discordia entre los Scoobies, Spike los divide y los conquista con el "Factor Yoko", explotando tensiones que existen bajo la superficie de una Buffy cambiada y sus amigos en contra de cada uno. Spike le explica a Buffy que pudo derrotar a dos Cazadoras porque él sintió y explotó sus deseos secretos para sentirse libre de sus cargas. Las habilidades de Spike de análisis le permitieron ser el primero en ver a través de la abusiva y controladora familia de Tara, también forzó a Buffy y a Ángel a admitir que eran más que "amigos", y también puede identificar cuándo y por qué algunas relaciones, como la de Buffy y Riley, no funcionan y no van a durar, alimentando sobre todo las inseguridades de Riley en un esfuerzo para sabotear su relación con Buffy, para que así él pueda perseguirla. 
También fue muy impaciente por luchar con la Cazadora a su llegada a Sunnydale por primera vez. El ataque se suponía que iba a coincidir con una noche en la que las habilidades naturales de los vampiros aumentaban, pero él "no podía esperar" para ir detrás de la Cazadora y atacarla la noche antes. Sin embargo, tuvo paciencia a través de la segunda mitad de la Segunda Temporada de Buffy, donde tenía que estar en una silla de ruedas después de que una batalla brutal lo dejara parcialmente mutilado. Fingiendo debilidad, soporta varias semanas mirando a Angelus persiguiendo sexualmente a Dru, mientras él espera el momento justo para atacar a su enemigo. 
La "constitución vampírica" de Spike le proporciona una extremada tolerancia al alcohol (que él regularmente toma en grandes cantidades). También puede forzar cerraduras, conducir un coche, una motocicleta, jugar con videojuegos, ordenadores, curar heridas, incluso juega al póker. También hemos visto a Spike hablar en latín, luganda (una lengua de Uganda, donde encontró al demonio shaman) y la lengua de los demonios Fyarl (en lo que se convirtió durante un episodio Rupert Giles). 
Cuando Spike fue transformado en un fantasma después de la destrucción de Sunnydale y la Boca del Infierno y su consecuente materialización en Wolfram y Hart, era capaz de caminar a través de los objetos sólidos. Inicialmente no podía tener contacto con objetos alrededor de él hasta que aprendió cómo visualizar sus habilidades a través de sus deseos, permitiéndole tener un breve contacto con las personas y las cosas si se concentraba lo suficiente. Sin embargo, esta habilidad no le servía en la lucha, ya que no podía coger armas.

## Relaciones

### Vampíricas
- Angelus: La relación de Spike con Angelus es complicada. A pesar de su constante antagonismo, parece que puede haber algún tipo de afecto entre ellos. Spike se alegra mucho de verlo en el episodio "Terror en el Instituto". y Angelus le da un beso en la frente a Spike en "Inocencia". En el episodio de Ángel, "Destino", Spike revela que la mayor parte de su conflicto con Angelus viene de los momentos en que lo encontró teniendo sexo con Drusilla.

### Intereses románticos y alianzas sexuales
- Cecily: Cecilia es el objeto de los afectos de William y de sus intentos de ser poeta cuando era humano. Su rechazo le hizo abrirse a la seducción de Drusilla y a la consecuente transformación en vampiro. Spike ve a Cecily como Halfrek, un demonio de la venganza, cuando se encuentran de nuevo un siglo después en el episodio "Mayor y Lejana".
- Drusilla: Los vampiros en el universo de Buffy, al ser seres sin alma, no son capaces de sentir un amor genuino, pero puede sentir un intenso cariño, pasión y lealtad. Por ejemplo, Spike y Dru han sido una pareja devota alrededor de un siglo. Pasan su tiempo viajando, alimentándose y divirtiéndose. Mientras que Spike es devoto a ella simplemente, Dru nunca ha sido constantemente leal (manteniendo relaciones sexuales con Angelus a pesar de los celos de Spike; y, junto con Darla, tener una relación sexual con el Inmortal). Ella se desilusiona bastante con Spike después de su traición a Angelus, y percibe cómo crecen sus sentimientos por Buffy, por lo que lo abandona por un Demonio del Caos en América del Sur antes de romper con él, lo que hace que Spike caiga en una profunda depresión. En el tiempo en que Drusilla regresa a Sunnydale para recuperar a su antiguo amor, Spike intenta estacarla para demostrar su amor por Buffy, pero Buffy le dice que no probaría nada, por lo que Spike no puede hacerlo. Drusilla se siente decepcionada de las acciones de Spike, y se aleja de él.
- Harmony Kendall: Spike y Harmony están juntos en la Cuarta Temporada hasta principios de la Quinta Temporada de Buffy. A pesar de la evidente adoración de Harmony por él, Spike frecuentemente la ignora y la trata mal. Aunque tolera sus irritantes hábitos simplemente por el sexo, su constante abuso, sus promesas rotas, y su creciente obsesión por Buffy, hacen que su relación termine. Spike celebra el tener cuerpo de nuevo en la Quinta Temporada de Ángel, teniendo sexo con Harmony, pero solo porque era la mujer más cerca disponible. Pero ella lo ataca luego debido a una maldición, marcando el final de su relación.
- Buffy Summers: Spike a regañadientes se vuelve un aliado de Buffy durante la Segunda y la Cuarta Temporada, y en la Quinta Temporada se da cuenta de que se ha enamorado de ella. A pesar de la inicial repulsión de Buffy por los sentimientos de él hacia ella, lo empieza a ver de otra manera en "Intervención" y empieza a mirarlo más como un aliado. En la Sexta Temporada, entran en una relación puramente sexual que acaba mal, principalmente porque Spike quiere amor e intimidad, mientras que Buffy simplemente quiere consuelo sexual. Después de romper, Spike intenta violarla, y este ataque hace que un Spike con conciencia intente ganar su alma. Cuando Buffy empieza nuevamente a confiar en él, desarrollan una profunda cercanía emocional. Buffy también se muestra un poco más que celosa cuando lo encuentra estrechando lazos con Faith en "Chicas Impuras". Spike continúa queriéndola y su apoyo a ella, cuando otros la abandonan, hace que ella tenga el coraje y la fuerza para tomar el primer paso hacia la destrucción de la Boca del Infierno. Poco antes de la lucha final con el Primero, Buffy le dice a Ángel que Spike siempre estará en su corazón, y justo antes de que Spike muriera en la Boca del Infierno para salvar al mundo, Buffy le dice que lo quiere, a lo que Spike replica: "No, no me quieres. Pero gracias por decirlo". En la quinta y última temporada de Ángel, Spike decide que Buffy no sepa que ha sido resucitado, ya que quiere que ella lo recuerde como un héroe que murió para salvar el mundo.
- Buffybot: Después de ser rechazado por Buffy, Spike encarga a Warren que le haga un robot igualito que Buffy, y que lo programe para que simplemente lo adore. Aunque inicialmente disfruta con el juguete, sufre daños en una pelea con Glory. Después de la muerte de Buffy, Willow reprograma el robot, y se vuelve una herramienta útil e importante en la lucha contra el mal hasta la resurrección de Buffy.
- Anya Jenkins: Spike y Anya se vuelven íntimos por la pérdida mutua de sus poderes demoníacos en el episodio "Pasión Salvaje". Más tarde, en la Sexta Temporada, después de que Xander dejara a Anya en el altar, y Buffy terminar su relación con Spike, buscan compañía el uno en el otro en un encuentro sexual en la Caja Mágica en el episodio "Entropía". Luego flirtean y discuten en los episodios de la Séptima Temporada, "Debajo de Ti", "Durmiente" y "Tenemos que Hacerlo", con Anya bromeando sobre una noche de sexo que tuvo.

### Otros
- Clem: Clement es un amigo demoníaco, mostrando ser el amigo más cercano de Spike en la Sexta Temporada de Buffy. Ven la televisión, y juegan al póker apostándose gatitos. Cuando Spike se marcha, él vigila la cripta de Spike para evitar que otros demonios se la quiten.
- Joyce y Dawn Summers: Spike trata a la madre de Buffy, Joyce, con un continuo (y atípico) afecto, honorizando su amabilidad incluso después de que muriera. Después de su dolorosa separación de Drusilla, ella le ofrece chocolate y un hombro en el que llorar, y luego estrechan relaciones por su mutuo amor por Pasiones en el episodio "Control". La relación de Spike con la hermana de Buffy, Dawn, es casi como la de un hermano o una figura paterna. Sigue cuidando de la chica después de la muerte de Buffy.
- Willow Rosenberg: Willow actúa como una tímida confidente de Spike después de que él le contará sobre la marcha de Drusilla en "El Paseo de los Enamorados", y después de llorar en su hombro, es atrapado por el olor de su cuello e intenta morderla. Spike confiesa su atracción por Willow en el episodio "La Iniciativa", ofreciéndola convertirla en vez de matarla. Cuando Spike se convierte en un aliado para los Scoobies, su relación es más o menos amistosa. Willow a veces defiende a Spike de algunos prejuicios de los Scoobies (sobre todo de Xander y Buffy). Spike, de su parte, siente un enorme respeto de los poderes de Willow como bruja.
- Faith: Spike y Faith se encuentran por primera vez en el episodio de la Cuarta Temporada de Buffy "¿Quién Eres Tú?". Faith había escuchado hablar de Spike y flirtea con él, pero él piensa que ella es Buffy después de que intercambiaran sus cuerpos. La próxima vez que se encuentran, en la Séptima Temporada, en el episodio "Chicas Impuras", pelean y luego se toman su anterior encuentro con buen humor.
- Giles: Cuando los recuerdos del grupo se borran por un hechizo fallido, Giles y Spike llegan a la errónea conclusión de que son padre e hijo, con un Spike enfurecido después de darse cuenta de que su nombre aparentemente es "Randy" (el nombre que había en el interior de su abrigo). Durante este periodo, los dos tienen una relación más o menos hostil, con "Randy" molestándose por el aparente compromiso de Giles con una chica de su aparente edad (Anya), y dudando que haya recibido algún afecto real de su padre durante su infancia, aunque Giles hace un intento torpe de reconciliación antes de Buffy y "Randy" se marchen de la tienda para enfrentarse a varios demonios.
- Andrew Wells: Andrew parece perder la cabeza por Spike, con la idea de él teniendo sexo con Anya en "Entropía" e imaginándoselo sin camiseta en "Cuentacuentos". A Andrew le afectó profundamente la muerte de Spike, necesitando terapia para superar la pérdida, y se alegra de encontrarlo nuevamente vivo en "Deterioro". Spike, aunque no corresponde a los sentimientos de Andrew, parece tener un afecto exasperado con él, dándole abrazos de vez en cuando.
- Winifred Burkle: Cuando se encuentra por primera vez con Fred en la quinta temporada de Ángel, Spike al principio empieza a coquetear con ella, pero sus sentimientos rápidamente se desarrollan hacia el afecto y la estima. Fred es la primera persona en Los Ángeles que cree que vale la pena salvar a Spike, y trabaja intensamente para volver a dotarle de un cuerpo. Spike sacrifica una oportunidad de tener un cuerpo corpóreo para salvar la vida de Fred, y luego elige quedarse en Wolfram y Hart como tributo por su sacrificio. Spike dice en el episodio "Un Agujero en el Mundo" que la quería, eso sí, de una manera platónica.
- Illyria: Mientras que su relación no es romántica, Illyria y Spike tienen unos lazos profundos, cada uno en su camino de ser un demonio a héroe, y comparten un amor violento. Sus sesiones de boxeo son satisfactorias para los dos.

- Datos: Q2276742